# Клеммонс (Північна Кароліна)
Клеммонс (англ. Clemmons) — селище (англ. village) в США, в окрузі Форсайт штату Північна Кароліна. Населення — 21 163 особи (2020).

## Географія
Клеммонс розташований за координатами 36°2′0″ пн. ш. 80°23′12″ зх. д. / 36.03333° пн. ш. 80.38667° зх. д. (36.033223, -80.386699).  За даними Бюро перепису населення США в 2010 році селище мало площу 31,13 км², з яких 30,59 км² — суходіл та 0,54 км² — водойми.

## Демографія
Згідно з переписом 2010 року, у селищі мешкало 18 627 осіб у 7307 домогосподарствах у складі 5200 родин. Густота населення становила 598 осіб/км².  Було 8046 помешкань (258/км²).
Расовий склад населення:
| - 83,2 % — білих - 6,7 % — чорних або афроамериканців - 3,7 % — азіатів - 0,3 % — корінних американців - 4,5 % — осіб інших рас |

До двох чи більше рас належало 1,5 %. Частка іспаномовних становила 8,4 % від усіх жителів.
За віковим діапазоном населення розподілялося таким чином: 26,5 % — особи молодші 18 років, 58,9 % — особи у віці 18—64 років, 14,6 % — особи у віці 65 років та старші. Медіана віку мешканця становила 40,6 року. На 100 осіб жіночої статі у селищі припадало 91,1 чоловіків;  на 100 жінок у віці від 18 років та старших — 86,3 чоловіків також старших 18 років.
Середній дохід на одне домашнє господарство  становив 86 544 долари США (медіана — 67 437), а середній дохід на одну сім'ю — 105 107 доларів (медіана — 88 766). Медіана доходів становила 60 657 доларів для чоловіків та 43 724 долари для жінок. За межею бідності перебувало 9,0 % осіб, у тому числі 15,7 % дітей у віці до 18 років та 2,2 % осіб у віці 65 років та старших.
Цивільне працевлаштоване населення становило 9357 осіб. Основні галузі зайнятості: освіта, охорона здоров'я та соціальна допомога — 29,4 %, роздрібна торгівля — 13,1 %, науковці, спеціалісти, менеджери — 12,8 %.